# بلدة مايفيلد (مقاطعة غراند ترافيرس)
مايفيلد، مقاطعة غراند ترافيرس (بالإنجليزية: Mayfield Township, Grand Traverse County, Michigan)‏ هي بلدة تقع بولاية ميشيغان في الولايات المتحدة. تبلغ مساحتها 93.4 (كم²)، وترتفع عن سطح البحر 334 م، بلغ عدد سكانها 1271 نسمة في عام تعداد الولايات المتحدة 2000 حسب إحصاء مكتب تعداد الولايات المتحدة وتصل الكثافة السكانية فيها 13.7 نسمة/كم2.

## وصلات خارجية
- The US50 - Cities and Towns in Michigan State
- Michigan Cities and Towns, Facts, Map, Flag, Colleges, Government, and More